# Litoria lutea
Litoria lutea és una espècie de granota del gènere Litoria de la família dels hílids. Originària de Papua Nova Guinea i Illes Salomó.